# 센트로이드 인베스트먼트 파트너스
센트로이드PE 혹은 센트로이드 인베스트먼트 파트너스(영어: Centroid Investment Partners)는 대한민국의 사모펀드(PEF) 운용사이다.

## 역사
2015년 3월 25일에 설립되었다.

## 투자 기업
- 솔리드이엔지
- 코오롱화이버
- 웅진북센
- 사우스스프링스컨트리클럽
- 테일러메이드[4][5]
- 콘서트골프